# Цицианов, Михаил Дмитриевич
Князь Михаил Дмитриевич Цицианов (1765 — 28 марта 1841, Москва) — сенатор Российской империи.

## Биография
Сын писателя, статского советника Дмитрия Павловича Цицианова от брака с княжной Елизаветой Михайловной Давыдовой. Брат знаменитого полководца Павла Цицианова.
В 1787 году начал службу в Преображенском полку каптенармусом. Спустя 3 года был произведён в прапорщики, в 1792 году - в поручики.
С начала 1795 года перешёл в армию, в Софийский полк премьер-майором. В апреле 1798 года произведён в полковники, в августе того же года переведён в кирасирский полк генерала Неплюева. В ноябре 1799 года отправлен от службы по собственному прошению.
С воцарением Александра I Цицианов вновь поступил на службу, но уже по гражданскому ведомству, в Кремлёвскую экспедицию с чином статского советника. 
В 1806 году был назначен присутствующим в Оружейной палате. В 1808 году произведён в действительные статские советники.
В 1812 году был причислен к Герольдии, а в следующем году назначен директором Комиссии для строений в Москве. В 1814 году вновь вернулся на службу в Кремлёвской экспедиции и Оружейной палате.
В 1806 году произведён в тайные советники и назначен сенатором.
12 февраля 1809 года награждён орденом Святой Анны 1-й степени.
В 1826 году был награждён орденом Святого Владимира 2-й степени.
В 1828 году уволен со службы по состоянию здоровья с сохранением содержания. 

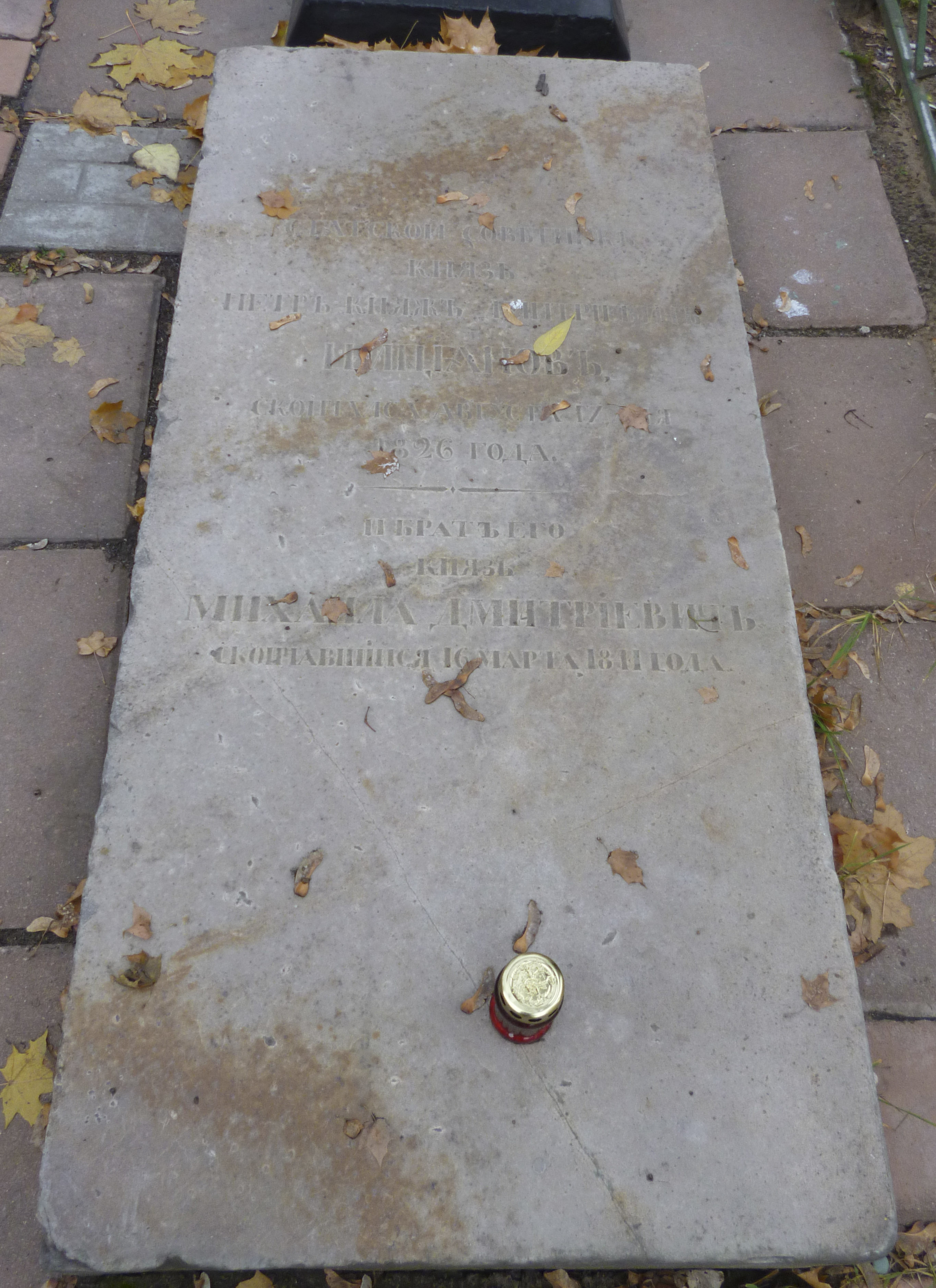
Надгробие братьев Петра и Михаила Цициановых

Скончался в 1841 году, похоронен в подмосковном селе Всехсвятском рядом с братом Михаилом.